# Verallgemeinerte lineare gemischte Modelle
Verallgemeinerte lineare gemischte Modelle, auch generalisierte lineare gemischte Modelle (englisch Generalized Linear Mixed Models, GLMM), sind eine Klasse von Regressionsmodellen. Je nach Sichtweise ist ein verallgemeinertes lineares gemischtes Modell eine Verallgemeinerung eines linearen gemischten Modells (englisch Linear Mixed Models, LMM) auf mehr als eine Verteilung der Zielvariable, oder es wird als Erweiterung der verallgemeinerten linearen Modelle (englisch Generalized Linear Model, GLM) um zufällige Effekte gesehen. Sie kommen daher zum Einsatz, wenn der Einsatz der Kovariablen {\displaystyle X} auf die Zielvariable {\displaystyle Y} linear, in Clustern unterschiedlich ist und {\displaystyle Y} nicht zwingend normalverteilt ist.

## Beispiel
In einer weltweiten Studie soll der Zusammenhang zwischen mehreren Umwelteinflüssen ({\displaystyle X}) und der Anzahl der gezeugten Kinder in der Familie ({\displaystyle Y}) modelliert werden. Hier wäre eine Modellierung von {\displaystyle Y} mittels Poisson-Verteilung treffender als die Normalverteilung. Weiter kann man annehmen, dass die Anzahl der gezeugten Kinder zwischen verschiedenen geographischen Gebieten unterschiedlich ist, ohne dass dies auf die gemessenen Umwelteinflüssen zurückzuführen ist, sondern auf „zufällige“ lokale Besonderheiten. Diese werden adäquat durch die zufälligen Effekte modelliert. Ein weiteres Beispiel sind Längsschnittdaten, wenn bspw. monatlich erfasst wird, ob ein Schizophrenie-Patient einen Schub hatte oder nicht.

## Schätzung
Das Schätzen eines verallgemeinerten linearen gemischten Modells mittels der Maximum-Likelihood-Schätzung beinhaltet das Integrieren über die zufälligen Effekte. Im Allgemeinen sind die resultierenden Integrale nicht in geschlossener Form darstellbar. Für die Integrale wurden verschiedene Näherungsmethoden entwickelt, aber keine hatte überzeugende Eigenschaften für alle Arten von Modellen und Daten. Aus diesem Grund wurden mit zunehmender Rechenleistung und methodischen Fortschritten numerische Integration und MCMC-Verfahren verstärkt angewendet.